# 坎蒂扬
坎蒂扬（法語：Quintillan，法語發音：[kɛ̃tijɑ̃] ⓘ）是法国奥德省的一个市镇，属于纳博讷区。

## 地理
坎蒂扬（42°57'55"N, 2°42'40"E）面积16.42 平方千米，位于法国奧克西塔尼大區奥德省，该省份为法国南部沿海省份，北起塔恩省，西北接上加龙省，西接阿列日省，南至东比利牛斯省，东临地中海，东北与埃罗省接壤。
与坎蒂扬接壤的市镇（或旧市镇、城区）包括：阿尔巴斯、卡斯卡斯泰勒-德科比耶尔、帕莱拉克、塔莱朗、蒂尚、科比耶尔新城。

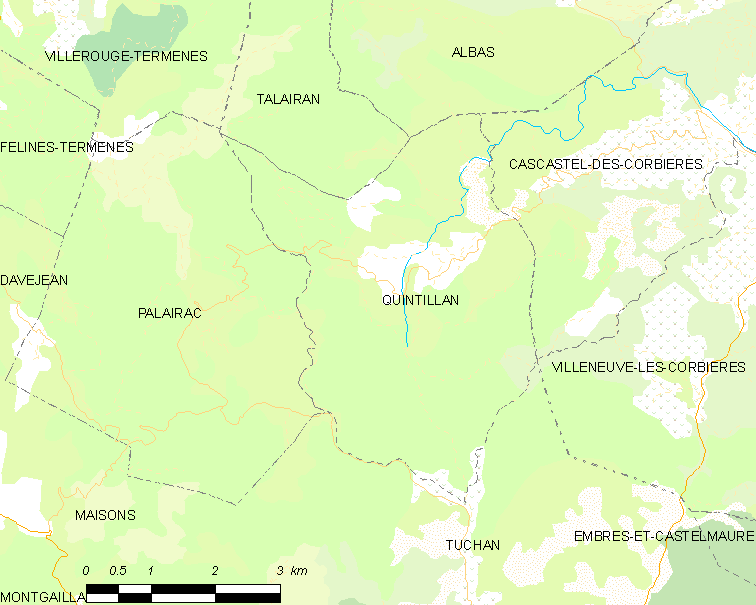
坎蒂扬的OSM定位图

坎蒂扬的时区为UTC+01:00、UTC+02:00（夏令时）。

## 行政
坎蒂扬的邮政编码为11360，INSEE市镇编码为11305。

## 政治
坎蒂扬所属的省级选区为莱科比耶尔县。

## 人口

1962-2008年间坎蒂扬人口变化图示

坎蒂扬于2022年1月1日时的人口数量为57人。